# Walter van Bierbeek
De zalige Walter van Bierbeek (Bierbeek - Himmerode, 1224) was een zoon van de toenmalige heer Walter I van Bierbeek.  In zijn jeugd was Walter waarschijnlijk schildknaap van de hertog Hendrik I van Brabant en hij nam deel aan de Derde Kruistocht (1189-1192) die mislukte. Ontgoocheld keerde Walter naar Bierbeek terug en trad later als lekenbroeder en monnik in het cisterciënzerklooster te Himmerode (bij Trier). Zijn feestdag is op 22 januari.